# Villeneuve-les-Genêts
Villeneuve-les-Genêts ist eine französische Gemeinde mit 308 Einwohnern (Stand: 1. Januar 2022) im Département Yonne in der Region Bourgogne-Franche-Comté; sie gehört zum Arrondissement Auxerre und zum Kanton Cœur de Puisaye (bis 2015: Kanton Bléneau). Die Einwohner werden Tannerrois genannt.

## Geographie
Villeneuve-les-Genêts liegt etwa 36 Kilometer westsüdwestlich von Auxerre am Fluss Agréau. Umgeben wird Villeneuve-les-Genêts von den Nachbargemeinden Champignelles im Norden, Tannerre-en-Puisaye im Osten, Saint-Fargeau im Süden sowie Saint-Privé im Westen und Südwesten.

## Bevölkerungsentwicklung
| Jahr                      | 1962 | 1968 | 1975 | 1982 | 1990 | 1999 | 2006 | 2013 |
| Einwohner                 | 381  | 345  | 289  | 242  | 230  | 258  | 300  | 294  |
| Quelle: Cassini und INSEE |      |      |      |      |      |      |      |      |

## Sehenswürdigkeiten
- Kirche